# Nereu de Oliveira Ramos
Pour les articles homonymes, voir Oliveira et Ramos.
Nereu de Oliveira Ramos (Lages, 3 septembre 1888 - São José dos Pinhais, 16 juin 1958) fut un avocat et un homme d'État brésilien. Il occupa le poste de président de la République pendant deux mois et 21 jours, du 11 novembre 1955 au 31 janvier 1956.
Diplômé de la faculté de droit de l'université de São Paulo en 1909, il est élu député dans l'État de Santa Catarina en 1911. En 1927, il est le fondateur et le premier président du Parti libéral de Santa Catarina. De 1935 à 1945, il assume également la charge de gouverneur de l'État de Santa Catarina.
Il fut membre de la franc-maçonnerie.
Il meurt dans un accident aérien à São José dos Pinhais, le 16 juin 1958. Dans ce même accident, le gouverneur de l'État de Santa Catarina Jorge Lacerda et le député fédéral Leoberto Laus Leal trouvèrent aussi la mort.